# 질베르 마소크
질베르 마소크(프랑스어: Gilbert Massock, 1977년 6월 5일 ~ )는 카메룬 출신의 축구 선수이다. K리그에서 등록명은 질베르를 사용하였으며 공격수로 활약하였다.

## 클럽 경력
안양 LG 치타스 (현 FC 서울)에 1997년 7월 입단하여 1997 시즌 한 시즌 동안 시즌 통산 4경기 0득점-0도움 (정규리그 2경기 0득점-0도움 / 리그컵 2경기 0득점-0도움)의 기록을 남겼다.